# Gare de Opphus
La gare de Opphus station de chemin de fer de la ligne de  Røros. Elle est située dans le village de Opphus dans la commune de Stor-Elvdal  et a été ouverte en 1876, soit un an avant que la ligne de Røros ait été achevée. La gare n'est désormais plus occupée mais les trains régionaux s'y arrêtent sur demande auprès du conducteur. La gare se situe à 213,85 km d'Oslo.